# منتزه كوتش
منتزه كوتش هو منتزه حضري في مدينة بورتلاند، ولاية أوريغون، يقع عند تقاطع شارع 19 شمال غرب وشارع غليسان. سمي المنتزه على اسم التاجر جون هـ. كوتش، وتم الاستحواذ عليه في عام 1977.
يقع المنتزه بجانب مركز التعليم الحضري، وهو مدرسة عامة (من الصف الأول حتى الصف الثاني عشر).

## التاريخ
```
تمت تسمية منتزه كوتش على اسم كابتن جون هيرد كوتش، الذي أبحر من نيو بورت بولاية 
ماساتشوستس
 إلى 
بورتلاند
 في عام 1839. كان كوتش يملك ويطور الأراضي من نهر ويلا ميتي إلى ما يعرف الآن بشارع 23 شمال غرب ومن منطقة بيرنسايد شمالًا لمسافة ميل واحد.. كانت أرض منتزه كوتش في السابق ملكًا للتاجر في القرن التاسع عشر سيكيرو هنت لويس، زوج ابنة كوتش كليمنتين. كانت الملكية تضم قصرًا، وإسطبلات، ودفيئة، تم بناؤها جميعًا في عام 1881. استحوذت منطقة مدارس مقاطعة مولتنومه (التي تعرف الآن باسم مدارس بورتلاند العامة) على الممتلكات في عام 1913 بعد هدم المباني، وأنشأت مدرسة تحمل اسم كوتش لتحل محل المبنى الأول الذي بني في عام 1882 في تقاطع شارع 17 شمال غرب وشارع كيرني. كانت الأرض التي تشكل الآن منتزه كوتش هي ساحة المدرسة. تم نقل منزل كابتن جون براون، الذي بني في عام 1890، إلى زاوية من الموقع في عام 1970 لتجنب هدمه. تبرع السكان بالمال لتحويل المنزل إلى مركز مجتمع لكبار السن وكذلك لتقديم خدمات طبية. ومع ذلك، تم التخلي عن المشروع عندما كانت الأموال المستلمة أقل من المطلوب. في عام 1973، تم هدم المبنى الذي تعرض لتخريب شديد.
```

تم تغيير اسم مدرسة كوتش إلى مركز التعليم الحضري (MLC) في عام 1974. مما ترك المنتزه فقط الذي يحمل اسم كوتش. بدأ التخطيط والبناء للمنتزه، بما في ذلك هيكل اللعب، في عام 1975، وهي عملية تضمنت طلاب MLC وسكان المنطقة المجاورة. تم تركيب ثلاث منحوتات فنية في عام 1976؛ شملت هذه الأعمال منحوتة فولاذية من تصميم ديفيد كوتر، وفسيفساء من البلاط من تصميم جيري غريم، وأعمدة خشبية منحوتة تدعم منطقة اللعب من تصميم برنت جنكينز، وإريك جنسن، وويليام مور. ما زالت المنحوتة الفولاذية موجودة حتى الآن. تم تسليم المنتزه رسميًا إلى إدارة حدائق بورتلاند في عام 1977، على الرغم من أن المنتزه، باستثناء ممشى المشاة، لا يزال مملوكًا لمدارس بورتلاند العامة.